# Suspiria de Profundis
Suspiria de Profundis (« Soupirs des profondeurs » en latin), également connu simplement sous le nom de Suspiria, est un roman écrit en 1845 par le journaliste et auteur anglais Thomas de Quincey. Il s'agit d'une suite des Confessions d'un mangeur d'opium anglais, qui sera suivie à son tour de La Malle-poste anglaise (en). Examen du processus de mémoire influencé par la consommation de drogues hallucinogènes, Suspiria de Profundis a été décrit comme l'une des œuvres littéraires les plus connues et les plus distinctives de son époque.
Le roman est basé sur certains rêves de l'auteur, qui a écrit l'histoire après une visite à Milan et un séjour dans la maison des comtes Imbonati (Piazza San Fedele), intrigué par l'histoire de fantômes et de malédictions qui faisaient de la maison des Imbonati une maison hantée. Entre les pages du livre, on retrouve un rêve que Quincey a fait alors qu'il était encore à Oxford.
L'auteur affirme avoir rêvé de la déesse latine Levana, qui lui a présenté trois femmes, les « Notre-Dame des tristesses ». Elles ont trois noms latins : la première, l'aînée, est appelée Mater Lacrimarum (Notre-Dame des Larmes), la deuxième des sœurs est Mater Suspiriorum (Notre-Dame des Soupirs), la troisième, la plus jeune, est Mater Tenebrarum (Notre-Dame des Ténèbres).

## Publication
Quincey a laissé l'œuvre incomplète lors de sa publication originale dans le Blackwood's Magazine, au printemps et à l'été 1845. Il a modifié son contenu et ajouté du texte lorsqu'il l'a inclus dans ses œuvres collectives (à partir de 1854). Des parties de l'ensemble n'ont pas été publiées avant le premier volume de ses œuvres posthumes en 1891.

## Traductions et adaptations
En 1860, Charles Baudelaire, inspiré par Suspiria de Profundis ainsi que par les Confessions, rédigea la première partie de son essai Les Paradis artificiels sur le haschich et l'opium, et leur effet sur le travail d'un poète. La seconde partie, intitulée Un mangeur d'opium, est une traduction en français des Confessions de Quincey, Baudelaire y ajoutant parfois ses propres impressions.
Le cinéaste Dario Argento s'est inspiré de Suspiria de Quincey, en particulier de Levana et de Nos Dames de chagrin, pour sa trilogie des trois mères, qui comprend Suspiria (1977), Inferno (1980) et La Troisième Mère (2007). Cette influence s'est prolongée dans le remake de Suspiria par Luca Guadagnino en 2018.
Il a également été adapté par Luigi Cozzi en 1989, sous le titre Il gatto nero (it).
Le roman Notre-Dame des ténèbres de Fritz Leiber, publié en 1977, la même année que le Suspiria d'Argento, cite Levana dans l'introduction et fait référence à la troisième Mère au cours du roman.